# Дуканов, Олег Михайлович
Олег Михайлович Дуканов (род. 3 мая 1953, Барановичи, Барановичская область, БССР) — деятель российских спецслужб, генерал-лейтенант ФСБ России, Герой Российской Федерации.

## Биография

### Воинская служба
Родился 3 мая 1953 года в городе Барановичи Барановичской области Белорусской ССР в семье военнослужащего.
Окончил среднюю школу в городе Рязань. Служил в Советской Армии.
В 1975 году окончил Рязанское высшее военное автомобильное училище. После его окончания служил в автомобильном батальоне Армавирского военного авиационного лётного училища.
В 1978 году окончил Высшие курсы военной контрразведки в городе Новосибирске. Впоследствии окончил Академию ФСБ России и Военную академию Генерального Штаба.
После 1978 года служил в Третьем Главном управлении КГБ СССР (контрразведка в Вооруженных Силах СССР), — оперуполномоченный, начальник особого отдела военной контрразведки дивизии, армейского корпуса, армии.
В 1993—1998 годах был начальником особого отдела Приволжского округа Внутренних войск МВД России.
В 1994—1996 годах, в период первой чеченской войны, находился в командировках в Чеченской Республике в должности командира оперативной группы ФСБ России.
В 1998—2000 годах проходил службу в центральном аппарате Федеральной службы безопасности России, был начальником отдела и заместителем начальника Управления военной контрразведки.
В период второй чеченской войны в 1999—2000 годах вновь находился в Чечне, возглавлял оперативную группу ФСБ России по Чеченской Республике. Организовал и лично руководил рядом успешных спецопераций ФСБ в Чечне и прилегающих к ней регионах, в ходе которых уничтожены и захвачены в плен ряд полевых командиров и активных боевиков.
Подробности операций в средствах массовой информации не разглашались.
За проявленное мужество и героизм в ходе контртеррористической операции на Северном Кавказе Указом Президента Российской Федерации 19 февраля 2000 года полковнику Дуканову Олегу Михайловичу присвоено звание Героя Российской Федерации с вручением медали «Золотая Звезда».
В 2000 году — начальник Управления ФСБ по Рязанской области. В Рязани был президентом двух спортивных федераций — «Русский бой» и греко-римской борьбы, так как сам занимался этим видом спорта, имеет звание мастера спорта и был серьёзно увлечен борьбой, собираясь связать свою жизнь с тренерской работой.
С 2002 года — начальник Управления ФСБ по Ставропольскому краю. Под его руководством чекисты края, примыкающего ко всем горячим точкам Северного Кавказа, ведут большую работу по предотвращению террористических актов.
С мая 2008 года — в запасе. Генерал-лейтенант. Награждён орденами и медалями Российской Федерации. Почетный сотрудник контрразведки.
С января 2009 вице-президент ОАО "Собинбанк"

### Иные виды деятельности
Член президиума ассамблеи народов России.
Председатель российской организации содействия спецслужбам и правоохранительным органам. РОССПО
Вице-президент федерации Универсального боя России.
Президент федерации спортивной борьбы Ставропольского края.
Почетный президент федерации спортивной борьбы Рязанской области.
В Рязани имя Героя России О. М. Дуканова носит детско-подростковый клуб единоборств «Русский бой».
Член исполкома федерации Спортивной борьбы России.
Женат, имеет двух сыновей.

## Награды
- Медаль «Золотая Звезда»
- Орден Мужества
- За отличие в боевых операциях
- Орден «За военные заслуги»
- Орден Дмитрия Донского
- Медаль «За безупречную службу» 3 степени
- Медаль «За безупречную службу» 2 степени
- Медаль «За безупречную службу» 1 степени
- Медаль «200 лет Министерству обороны»
- Юбилейная медаль «60 лет Вооружённых Сил СССР»
- Юбилейная медаль «70 лет Вооружённых Сил СССР»